# Aéropostale
Aéropostale (gelegentlich auch Aéro) ist ein US-amerikanisches Modeunternehmen mit Sitz in New York City und Lyndhurst, New Jersey. CEO ist Thomas P. Johnson, das Unternehmen hat 26.000 Mitarbeiter.

## Geschichte und Entwicklung
Aéropostale wurde 1987 gegründet. Das Unternehmen war ursprünglich nur in Einkaufszentren vertreten, besitzt seit 2005 jedoch auch eine Website, auf der Kleidung und Accessoires gekauft werden können. Die aufpreispflichtige Lieferung nach Deutschland mithilfe des Dienstes BorderFree (ehem. FiftyOne) ist derzeit (Stand Februar 2018) ausgesetzt. Der Umsatz betrug im Jahr 2010 2,4 Milliarden US-Dollar.

### Verkaufsgeschäfte
Aktuell werden Aéropostale-Stores in den Vereinigten Staaten sowie in Puerto Rico unterhalten. Über 350 weitere Läden werden durch Lizenznehmer im Mittleren Osten (z. B. Dubai), in Asien und Europa betrieben.
Hinzu kommen 97 Verkaufsstellen von P.S. from Aéropostale in 22 US-Bundesstaaten.
Am 4. Mai 2016 wurde ein Antrag gemäß Chapter 11 des Federal Bankruptcy Act gestellt. Das Unternehmen wurde im September 2016 an ein Konsortium, bestehend aus der Authentic Brands Group, der General Growth Properties und der Simon Property Group verkauft.